# Tschechische Fußballnationalmannschaft (U-20-Männer)
Die tschechische U-20-Fußballnationalmannschaft ist eine Auswahlmannschaft tschechischer Fußballspieler. Sie unterliegt der Fotbalová asociace České republiky und repräsentiert sie international auf U-20-Ebene, etwa in Freundschaftsspielen gegen die Auswahlmannschaften anderer nationaler Verbände oder bei der U-20-Fußball-Weltmeisterschaft.
Die Mannschaft nahm bisher an vier WM-Endrunden teil (2001, 2003, 2007 und 2009). 2007 wurde sie in Kanada Vizeweltmeister, nachdem sie im Finale gegen Argentinien mit 1:2 unterlegen war.

## Teilnahme an U20-Fußballweltmeisterschaften
| 1977 | nicht teilgenommen |
| 1979 | nicht teilgenommen |
| 1981 | nicht teilgenommen |
| 1983 | nicht teilgenommen |
| 1985 | nicht teilgenommen |
| 1987 | nicht teilgenommen |
| 1989 | nicht teilgenommen |
| 1991 | nicht teilgenommen |
| 1993 | nicht teilgenommen |
| 1995 | nicht teilgenommen |
| 1997 | nicht teilgenommen |
| 1999 | nicht teilgenommen |
| 2001 | Viertelfinale      |
| 2003 | Vorrunde           |
| 2005 | nicht qualifiziert |
| 2007 | 2. Platz           |
| 2009 | Achtelfinale       |
| 2011 | nicht qualifiziert |
| 2013 | nicht qualifiziert |
| 2015 | nicht qualifiziert |
| 2017 | nicht qualifiziert |
| 2019 | nicht qualifiziert |